# Batalha de Sarmim
Batalha de Sarmim, também conhecida como batalha de Tel Danite, foi um enfrentamento militar que ocorreu no dia 14 de setembro de 1115 entre as tropas dos Estados cruzados, dirigidas pelo regente de Antioquia, Roger de Salerno e o conde Balduíno II de Edessa, e as do Império seljúcida, lideradas pelo governador de Hamadã Bursuque ibne Bursuque. No encontro, que teve como local as proximidades da cidade de Sarmim (Síria), resultou com uma vitória cruzada ao tomar por surpresa e por em fuga seus inimigos turcos.